# Domenico Rivarola (cardinal)
Pour les articles homonymes, voir Rivarola et Domenico Rivarola.
 Domenico Rivarola (né en 1575 à Gênes, alors dans la république de Gênes, et mort le 3 janvier 1627 à Rome), est un cardinal italien de l'Église catholique créé par le pape Paul V. C'est un parent du cardinal Agostino Rivarola (1817). Il ne doit pas être confondu avec l'homme politique Domenico Rivarola (1687-1748).

## Biographie
Domenico Rivarola est chanoine du chapitre de S. Lorenzo à Gênes. Il se rend à Rome et y est auditeur du cardinal Scipione Caffarelli-Borghese.
Il succède en 1608 à Ottavio Belmosto en tant qu' évêque d'Aléria en Corse, mais reste à Rome, à la cour du cardinal Caffarelli.
Il résigne le gouvernement de son diocèse quelques mois plus tard en mars 1609, à cause d'un décret papal qui ordonne aux évêques de se rendre à leur diocèse, ce qu'il refusait de faire.
Il est promu archevêque titulaire de Nazareth en 1609 et est envoyé comme nonce extraordinaire en France.
Le pape Paul V le crée cardinal au consistoire du 7 août 1611. Le cardinal Rivarola est légat apostolique en Romagne.
Il participe au conclave de 1621, à l'issue duquel Grégoire XV est élu pape et au conclave de 1623 (élection d'Urbain VIII).